# Varv per minut
Varv per minut, kort varv/min,  i viss utsträckning även varvtal (engelska: revolutions per minute, kort RPM, r/min), är ett mått på frekvensen av rotation, särskilt antalet rotationer kring en fast axel, under en minut. Det används som ett mått på rotationshastighet hos mekaniska komponenter.

## Internationella måttenhetssystemet
Enligt det Internationella måttenhetssystemet (SI), är inte r/min en enhet. Detta beror på att ordet varv är en semantisk beskrivning snarare än en enhet. Beskrivningen är i stället gjort som en nedsänkt siffra i formler. Tecken har symbolen f för roterande frekvens och ω eller Ω för vinkelhastighet. Motsvarande härledda SI-enhet är s−1 eller Hz. Vid mätning av vinkelhastighet, enheten används radianer per sekund.
{\displaystyle {\begin{aligned}1~{\text{rad/s}}&\leftrightarrow {\frac {1}{2\pi }}~{\text{Hz}}\\&\leftrightarrow {\frac {60}{2\pi }}~{\text{r/min}}\end{aligned}}}
{\displaystyle {\begin{aligned}1~{\text{r/min}}&\leftrightarrow {\frac {1}{60}}~{\text{Hz}}\\&\leftrightarrow {\frac {2\pi }{60}}~{\text{rad/s}}\end{aligned}}}
{\displaystyle {\begin{aligned}1~{\text{Hz}}&\leftrightarrow 2\pi ~{\text{rad/s}}\\&\leftrightarrow 60~{\text{r/min}}\end{aligned}}}
Här används tecknet ↔ (korrespondent) i stället för = (lika med). Formellt är hertz (Hz) och radian per sekund (rad/s) två olika namn för samma SI-enhet, s−1. De används dock för två olika mängder: frekvens och vinkelfrekvens (vinkelhastighet, omfattning av vinkelhastighet). Konvertering mellan en frekvens f (mätt i hertz) och en vinkelhastighet ω (mätt i radianer per sekund) är:
{\displaystyle \omega =2\pi f\,\,\!{\text{, }}\,\,f={\frac {\omega }{2\pi }}{\text{.}}\,\!}
Således sägs en skiva som roterar med en hastighet på 60 r/min rotera på antingen 2π rad/s eller 1 Hz, där det förstnämnda mäter vinkelhastighet och de senare syftar på antalet varv per sekund.

## Exempel
- På de flesta inspelningsmedia av skivformat, anges rotationshastigheten vanligen i r/min. Grammofonskivor roterar vanligen konstant i  33 1⁄3, 45 eller 78 r/min (5⁄18, 5⁄9, 3⁄4, eller 1,3 Hz).
- Moderna tandläkarborrar kan rotera upp till 800 000 r/min (13,3 kHz).
- Sekundvisaren på en vanlig analog klocka roterar med en hastighet av 1 r/min.
- CD-spelare läser sina skivor med en precis, konstant hastighet (4,3218 Mbit/s rå fysisk data för 1,4112 Mbit/s (176,4 kB/s) av användbar ljuddata) och måste därför variera rotationshastighet från 8 Hz (480 r/min) när den läser de centrala delarna till 3,5 Hz (210 r/min) vid de yttre kanterna.[1]
- DVD-spelare läser också skivor i en konstant linjär hastighet. Skivans varvtal varierar från 25,5 Hz (1530 r/min) vid den innersta kanten till 10,5 Hz (630 r/min) vid ytterkanten.[1]
- En tvättmaskins trumma kan rotera vid 500 till 2 000 r/min (8–33 Hz) under centrifugeringscyklerna.
- En elgeneratorturbin roterar vid 3 000 r/min (50 Hz) eller 3 600 r/min (60 Hz), beroende på landets elsystem.
- Moderna bilmotorer roterar vanligen omkring 2 000–3 000 r/min (33–50 Hz) under landsvägskörning, med en minimihastighet (tomgångskörning) på omkring 750–900 r/min (12,5–15 Hz), och en övre gräns på någonstans kring 4 500 till 10 000 r/min (75–166 Hz) för vanliga bilar och närmare 20 000 r/min för racermotorer såsom de som används formel 1-bilar (som dock är begränsade till 15 000 r/min).[2]
- En pistongmotor för flygplan roterar vanligen i en hastighet av mellan 2 000 och 3 000 r/min (30–50 Hz).
- Hårddiskar till datorer roterar ofta i 5 400 eller 7 200 r/min (90 eller 120 Hz), de vanligaste hastigheterna för ATA- eller SATA-baserade diskar i konsumentdatorer. Högpresterande diskar (för servrar och speldatorer) roterar i 10 000 eller 15 000 r/min (160 eller 250 Hz).
- Floppydiskar roterade vanligen i en konstant hastighet av 300 eller ibland 360 r/min (5 eller 6 Hz).[3]
- En Zippe-typ-centrifug för att anrika uran snurrar i 90 000 r/min (1 500 Hz) eller snabbare.[4]
- Gasturbinmotorer roterar i tiotusentals r/min. JetCat-modell-flygplansturbiner klarar av över 100 000 r/min (1 700 Hz), upp till över 165 000 r/min (2 750 Hz).[5]
- En millisekundpulsar kan rotera nästan 50 000 r/min.
- En turbo kan nå 290 000 r/min (4,8 kHz), medan 80 000–200 000 r/min (1–3 kHz) är vanligt.
- Rotationshastigheten hos bakteriella flageller har uppmätts till 10 200 r/min (170 Hz) för Salmonella typhimurium, 16 200 r/min (270 Hz) för  Escherichia coli, och upp till  102 000 r/min (1,7 kHz) för polära flagellen hos Vibrio alginolyticus, vilket låter den sistnämnda organismen att röra sig i simulerade naturliga tillstånd i en maxhastighet av 540 mm per timme[6].